# Elsker
En elsker er en mand, der har et seksuelt forhold uden et inderligt ønske om et varigt parforhold. Måske endda samtidigt med han har en kæreste eller ægtefælle.
Det kvindelige modstykke hedder en elskerinde.